# Скарнеккья, Роберто
Роберто Скарнеккья (итал. Roberto Scarnecchia; родился 20 июня 1958 года, Рим, Италия) — итальянский футболист, выступающий на позиции полузащитника, тренер.

## Карьера
Был женат на Парвин Таджик, позже жене Беппе Грилло, от которой у него было двое детей; у нее в свою очередь было две другие дочери с новым партнером. Дочь Роберто, Валентина - блогер, специализирующийся на продуктах питания, участвует в кулинарных телешоу.
Играл последовательно в серии А с 1977 по 1985 год, выступая за «Рому», «Наполи», «Пизу» и «Милан». В общей сложности сыграл 110 матчей и 4 гола в высшем дивизионе. С «джалоросси» выиграл два Кубка Италии подряд (1979/80 и 1980/81). Оба финала были выиграны в серии пенальти против «Торино».
Завершил карьеру, сыграв два сезона за «Барлетту», первый — в серии С1 (и получив «повышение» с 24 матчами и 5 голами) и второй — в Серии В (33 матча и 2 гола в сезоне 1987/88).